# Malkaja Lipovka
Malkaja Lipovka (in lingua russa Малкая Липовка) è una città situata in Russia, nell'Oblast' di Arcangelo, nel Vel'skij rajon.